# Dacrytherium
Dacrytherium (давньогрецька: δάκρυ (сльоза) + θήρ (звір або дика тварина), що означає «звір, що реве») — вимерлий рід палеогенових парнокопитних, що належить до родини Anoplotheriidae. Він зустрічався з середнього до пізнього еоцену Західної Європи і є типовим родом підродини Dacrytheriinae, старшої з двох підродин Anoplotheriidae. Dacrytherium вперше був споруджений у 1876 році французьким палеонтологом Анрі Фільолем, який у своїх дослідженнях визнав, що він мав зубний ряд, подібний до аноплотеріїдів Anoplotherium і Diplobune, але відрізнялися від них глибокою передочною ямкою і слізною ямкою.
Dacrytherium — типовий рід підродини Dacrytheriinae, яка належить до палеогенової родини парнокопитних Anoplotheriidae. Родина була ендеміком Західної Європи і жила від середнього еоцену до раннього олігоцену (~44-30 млн років, можливий найдавніший запис ~48 млн років). Точне еволюційне походження та розповсюдження аноплотеріїдів невідомі, але вони жили виключно на континенті, коли він був архіпелагом, ізольованим морськими бар'єрами від інших регіонів, таких як Балканатолія та решта східної Євразії. Відносини Anoplotheriidae з іншими членами парнокопитних невідомі.

## Опис
Ця невелика за розміром ця тварина все ще мала відносно короткі ноги порівняно з ногами пізніших парнопалих. Зубний ряд був ще повним і не дуже спеціалізованим, помірно селенодонтним, а характерний простір (діастема) між іклами та премолярами, типовий для більшості парнопалих, ще не сформувався. Нижні премоляри були вузькими та подовженими. Dacrytherium мав незвичайну особливість: щось на зразок великої ямки перед очними западинами в щелепі (звідси назва Dacrytherium, що означає «звір, що реве»); незрозуміло, для чого була ця порожнина, але ймовірно, що в ній містилася якась залоза. 